# ذوي خليفة (إسلي)
ذوي خليفة هي إحدى مشيخات المملكة المغربية، تتبع جغرافيا لعمالة وجدة أنكاد وإداريًا لإسلي. يقدر عدد سكانها بـ 1568 نسمة حسب الإحصاء الرسمي للسكان والسكنى لسنة 2004.